# Jardín tropical y de cocodrilos Atagawa
El Jardín tropical y de cocodrilos Atagawa (en japonés : 熱川バナナワニ園 Atagawa Banana Wani En) es un jardín botánico y zoológico especializado en cocodrilos, que se encuentra en Nishiizu, prefectura de Shizuoka, Japón.

## Localización
Se encuentra en el borde del Parque nacional de Fuji-Hakone-Izu.
Atagawa Banana Wani En 971-9 Naramoto, Higashiizu-cho, Kamo, Nishiizu-shi, Shizuoka-Ken, 4263-1, Japón. 
Planos y vistas satelitales.34°48′59.77″N 139°4′4.42″E / 34.8166028, 139.0678944
- Temperatura media anual: 16 °C
- Precipitaciones medias anuales: 1650 mm

Se paga una tarifa de entrada.

## Historia
La ciudad de Nishiizu fue fundada el 31 de marzo de 1956 con la fusión de Tago y Nishina y en septiembre del mismo año, los pueblos Ugusu y Arara se reunieron para formar Kamo. Kamo fue agregado en Nishiizu el 1 de abril de 2005.
El jardín botánico y zoológico fue abierto al público en 1958.

## Colecciones
Según Kawata, en 2004, el zoológico albergaba 29 especies de reptiles con un total de 349 ejemplares.
El jardín botánico contiene un jardín botánico tropical calentado con agua termal, con: 
- Invernadero de lotos, con loto gigante, etc
- Invernadero principal con colecciones de hibiscus, orquídea, etc
- Invernadero anexo, el jardín de frutas con plátano, papaya, piña, etc.

Otras instalaciones incluyen buganvilla.